# Ålands konstmuseum

Ålands konstmuseum är ett konstmuseum i Mariehamn på Åland. 
Konstmuseets samlingar omfattas av konst med åländsk anknytning. Det mest kända utställda föremålet är tavlan "Åländsk Bondbrud" (1869) av Karl Emanuel Jansson. Vissa verk av konstnärer ur den så kallade Önningebykolonin finns också utställda, 
Museet är inrymt i samma byggnad som Ålands museum där den permanenta utställningen visar utvecklingen i landskapet från mitten av 1800-talet.